# Olliffia eucalypti
Olliffia eucalypti är en insektsart som beskrevs av Fuller 1897. Olliffia eucalypti ingår i släktet Olliffia och familjen filtsköldlöss. Inga underarter finns listade i Catalogue of Life.